# عمرودوئية (دهسرد)
عمرودوئیة (بالفارسية: عمرودوئیه) هي منطقة سكنية تقع في إيران في قسم دهسرد الريفي. يقدر عدد سكانها بـ 30 نسمة .